# Merit Ptah (cráter)
Merit Ptah es un cráter de impacto en el planeta Venus de 17 km de diámetro. Lleva el nombre de llamado así en honor al presunto médico jefe del antiguo Egipto Merit Ptah, cuya existencia fue posteriormente expuesta como un engaño, y su nombre fue aprobado por la Unión Astronómica Internacional.